# Ногаль-де-лас-Уертас
Ногаль-де-лас-Уертас (ісп. Nogal de las Huertas) — муніципалітет в Іспанії, у складі автономної спільноти Кастилія-і-Леон, у провінції Паленсія. Населення — 47 осіб (2010).
Муніципалітет розташований на відстані близько 230 км на північ від Мадрида, 43 км на північ від Паленсії.
На території муніципалітету розташовані такі населені пункти: (дані про населення за 2010 рік)
- Ногаль-де-лас-Уертас: 25 осіб
- Побласьйон-де-Сото: 22 особи

## Демографія
Динаміка населення (INE ):